# Франц Конвічний
Франц Конвічний (нім. Franz Konwitschny; 1901—1962) — німецький диригент.

## Біографія
Франц Конвічний народився в сім'ї музикантів. У 1920–1923 роках навчався грі на скрипці в Академії музичного товариства в Брно, потім, до 1925 року, — в Лейпцигській консерваторії у Ганса Бассермана, одночасно грав на скрипці і альті в оркестрі Гевандгауза. Виступав також як альтист в складі струнного квартету Рудольфа Фітцнера.
У 1925 — 1927 рік викладав у народній консерваторії у Відні, де вів класи скрипки і теорії музики. У 1927 році переїхав у Штутгарт, де спочатку працював репетитором хору, а з 1930 року — першим капельмейстером в державному театрі. 1933 року призначений музичним директором Фрайбурзького філармонічного оркестру, через рік став генеральмузікдиректором. У 1938 році переїхав у Франкфурт-на-Майні, де став художнім і музичним керівником місцевого оперного театру (нім. Oper Frankfurt).
1 липня 1923 року вступив до НСДАП (членський квиток № 2756). У 1934 році з нагоди дня народження Гітлера поставив оперу «Фіделіо» Л. ван Бетховена, в якій хотів вивести на сцену штурмовиків і прапори зі свастикою, проте цей хід був заборонений художнім керівником. З іншого боку, в листопаді 1934 року на абонементному концерті диригував симфонією «Художник Матіс» Пауля Гіндеміта, який на той час був по суті забороненим композитором. 1 серпня 1937 року повторно вступив в НСДАП (членський квиток № 5 508 995). 16 жовтня 1937 року в заключній частині мітингу на тему «Раса і культура» диригував перед промовою Альфреда Розенберга про германізм Брукнера.
У роки війни працював в Гамбурзькій державній опері, в 1943—1944 році головний диригент оркестру Людвігсгафена. З 1945 по 1949 рік працював в Ганновері як оперний і концертний диригент. З 1949 року по 1962 рік очолював Лейпцизький оркестр Гевандгауса, в цей же період здійснив ряд видатних оперних постановок в оперному театрі Дрездена і Німецької державної опери в Берліні.
Ім'я Конвічного тісно пов'язане з розвитком музичної культури НДР. Він пропагував музику композиторів-сучасників з НДР: Ганса Ейслера, Отмара Герстера (нім. Ottmar Gerster), Пауля Дессау, Гюнтера Кохана, Зігфріда Курца. Серед здійснених записів — твори Бетховена (всі симфонії), Брамса, Брукнера, Вагнера, Мендельсона, Штрауса, Шуберта, Шумана (всі симфонії).
З оркестром Гевандгауса неодноразово гастролював в СРСР, а також Англії, Польщі, Японії та в інших країнах.
Помер під час репетиції «Урочистої меси» Бетховена на бєлградській телестудії. Похований на Південному кладовищі Лейпцига.
Син Петер (нім. Peter Konwitschny) — відомий німецький оперний режисер.

## Визнання і нагороди
- Франц Конвічний лауреат Національної премії НДР 1951 1956, 1960 рр[6].